# 三重中北
株式会社三重中北（みえなかきた）は、三重県津市に本社を置く主に医薬品・医療機器の卸売りを扱う企業であった。現在は、東邦薬品の「株式会社葦の会」の一社「中北薬品」である。 

## 概要
- 代表取締役社長 藤枝禎男
- 従業員数 32名
- 売上高　6億3,000万円

## 沿革
- 大正時代に創業
- 元代表取締役社長の藤枝利助は、三重県薬品売薬同業組合評議員・薬剤師代議員・薬品卸商業組合常務理事であった。
- 昭和46年9月6日「中北薬品」が資本参加して「合名会社フジ薬局」から「株式会社三重中北」と商号変更
- 昭和52年1月「株式会社中北薬品」と合併し「津営業所」「四日市営業所」として発足